# サボテンボンバーズ
『サボテンボンバーズ』（SABOTEN BOMBERS）は、NMKが開発し、1992年4月に発売された業務用ビデオゲームである。販売はテクモが担当した。ジャンルはアクションゲーム。

## ゲーム内容
各ステージが固定画面の中で、人型サボテンの「わんぴ」「つうぴ」（1P、2P）を操作し、爆弾を投げて悪いサボテンや害虫を退治するゲームである。2人同時プレイが可能。
5ステージごとに「わんぴ」「つうぴ」だけの対戦ステージ、10ステージごとにボスが登場する。全100ステージの無限ループ。
8方向レバー1本とジャンプボタン、爆弾ボタンで操作。爆弾ボタンを押すと、爆弾をバウンドさせながら投げられる（しゃがんで爆弾をその場に置くこともできる）。
敵に触れてもミスにはならず(ボスを除く)、押すことも可能。自身や敵が使用した爆弾の爆発に巻き込まれるとミス。
爆弾はバウンドしながら敵味方関係なく巻き込み、規定回数バウンドすると爆発。爆発に巻き込んだキャラクターを吹き飛ばす。自身が爆弾に巻き込まれた場合はジャンプボタンで脱出することができる。一部の敵は一回の爆弾では巻き込まれず、複数回の爆弾をぶつけることで巻き込むことが可能。複数のキャラクターを巻き込むと得点倍率が上昇する。爆弾は味方や敵が投げた爆弾にぶつかると弾けて逆方向にバウンドする為、むやみやたらと爆弾を投げるのは危険である。
ステージクリア時は得たアイテム数や残り時間のボーナスポイントの他、投げた爆弾の回数（一定回でループ)に応じて得点が変動するエクストラポイントを獲得できる。
倒した敵からは花や野菜、ケーキなどのアイテムが出る。アイテムを集めるとボーナス得点や爆弾パワーアップ、スピードアップ、エクステンドなどの効果がある。

## 移植版
| No. | タイトル           | 発売日       | 対応機種                      | 開発元     | 発売元     | メディア                              |
| --- | ------------------ | ------------ | ----------------------------- | ---------- | ---------- | ------------------------------------- |
| 1   | サボテンボンバーズ | 2021年4月8日 | PlayStation 4 Nintendo Switch | ハムスター | ハムスター | ダウンロード (アーケードアーカイブス) |